# Taiyō ni hoero!
Taiyō ni hoero! (太陽にほえろ!, litt. Hurle vers le soleil !) est une série télévisée japonaise créée par Tōhō et Nippon Television diffusée entre le 21 juillet 1972 et le 14 novembre 1986 sur le réseau NTV.
C'est un des drames policiers les plus populaires et les plus emblématiques de l’histoire de la télévision japonaise.

## Distribution
- Yūjirō Ishihara : Shunsuke Tōdō (Boss) 1972~1986
- Tetsuya Watari : Tachibana Keibu 1986
- Shigeru Tsuyuguchi : Yamamura (Yama san) 1972~1986
- Tappie Shimokawa : Nozaki (Chou san) 1972~1982
- Akira Onodera : Shima (Denka) 1972~1980
- Raita Ryū : Ishizuka (Gori san) 1972~1982
- Ken'ichi Hagiwara : Hayami (Macaroni) 1972~1973
- Yūsaku Matsuda : Shibata (G pan) 1973~1974
- Hiroshi Katsuno : Mikami (Texas) 1974~1976
- Jun Miyauchi : Taguchi (Bon) 1975~1979
- Masaya Oki : Taki (Scotch) 1976~1977, 1980~1982
- Ryo Kinomoto : Iwaki (Rocky) 1978~1982
- Shinji Yamashita : Godai (Snecker) 1979~1982
- Masaki Kanda : Saijoe (Doc) 1980~1986
- Tōru Watanabe : Takemoto (Ruger) 1981~1985
- Kunihoki Mitamura : Hara (Gypsy）1982~1983
- Masanori Sera : Kasukabe (Boggie) 1982~1984
- Takeo Chii : Igawa (Toshi san) 1982~1986
- Naomi Hase : Iwaki 1983~1986
- Seiji matano : Sawamura (Bruce) 1983~1986
- Yoshizumi Ishihara : Mizuki (Mycon) 1984~1986
- Ken'ichi Kaneda : Shimazu （Duke） 1986
- Kōji Nishiyama : Dazai (DJ) 1986
- Keiko Takahashi : Uchida (Shinko) 1972~1974